# 브레실리아상과
브레실리아상과(Bresilioidea)는 생이하목에 속하는 갑각류 상과의 하나이다. 5개 과로 이루어져 있고, 다계통군인 가능성이 있다.

## 하위 종
- 아고스토카리스과 (Agostocarididae) Hart & Manning, 1986
- 알비노카리스과 (Alvinocarididae) Christoffersen, 1986
- 브레실리아과 (Bresiliidae) Calman, 1896
- 디스키아스과 (Disciadidae) Rathbun, 1902
- 프세우도켈레스과 (Pseudochelidae) De Grave & Moosa, 2004